# Pedaliodes exul
Pedaliodes exul är en fjärilsart som beskrevs av Otto Thieme 1905. Pedaliodes exul ingår i släktet Pedaliodes och familjen praktfjärilar. Inga underarter finns listade i Catalogue of Life.